# Laguna jurídica
Se denomina laguna jurídica o del Derecho o limbo jurídico (también llamado vacío legal) a la ausencia de reglamentación legislativa en una materia concreta. Es una situación de vacío en la ley que ha sufrido la patología jurídica de omitir en su texto la regulación concreta de una determinada situación, parte o negocio, que no encuentra respuesta legal específica; con ello se obliga a quienes aplican dicha ley (jueces, abogados, fiscales, secretarios judiciales, etc.) al empleo de técnicas sustitutivas del vacío, con las cuales obtener respuesta eficaz a la expresada tarea legal.
Como se sabe el derecho es un conjunto de normas , entonces puede ser definida como aquel suceso para el que no existe norma jurídica aplicable pero se considera que debería de estar regulado por el sistema jurídico  , entonces el suceso que da origen a la laguna no esta previsto en ninguno de los supuestos existentes , en las normas vigentes del sistema jurídico , o puede ocurrir también que a la consecuencia prevista deba añadirse otra no prevista para el mismo supuesto . 
Ante esta situación, si a un juez se le solicita una resolución, no puede negarse y debe suplir la laguna jurídica a través de distintas herramientas. Las más habituales son:
- Derecho supletorio: El juez acude a la regulación de una rama del derecho supletoria. En este caso no existe una laguna jurídica propiamente dicha, porque existe una regulación que por defecto es aplicable.
- Interpretación extensiva: El juez hace una interpretación lo más extensiva posible de una norma cercana, de forma que abarque a más situaciones que las que en principio abarcaría, y con la intención de que supla la ausencia de regulación existente.
- Analogía: El juez aplica normas que están dictadas para situaciones esencialmente parecidas. En este caso, el juez crea una norma.
- Acudir a otras fuentes del Derecho como la costumbre o los principios generales del Derecho.

La más destacada de entre dichas técnicas es la analogía. Relativo a esto último, el apartado 1 del art. 4 del Código civil español, establece que «Procederá la aplicación analógica de las normas cuando éstas no contemplen un supuesto específico, pero regulen otro semejante entre los que se aprecie identidad de razón». Crea no obstante, este mismo precepto, una excepción prohibitiva de la analogía para leyes penales, excepcionales y temporales, dentro de su apartado núm. 2, al establecer que «Las leyes penales, las excepcionales y las de ámbito temporal no se aplicarán a supuestos ni en momentos distintos de los comprendidos expresamente en ellas».
Otra técnica significativa de solución de «lagunas jurídicas» es la de normas cruzadas con distintos rangos, unas principales y otras supletorias, de modo que se sabe cuál debe aplicarse con preeminencia y, al mismo tiempo, entre del derecho principal y el derecho supletorio, se minimiza al máximo la probabilidad de la existencia de lagunas del derecho.